# Mau-Mau
La ribellione Mau Mau, ufficialmente Kenya Land and Freedom Army (KLFA) è stato un movimento politico nazionalista e anti-coloniale attivo in Kenya durante gli anni '50. Il movimento conteneva un gran numero di persone di sfondo culturale Gikuyu, una popolazione rurale nativa dell'altopiano centrale, ma includeva membri di tutte le tribù della nazione come i Babukusu e Luo.  Il nome "Mau Mau" è stato popolarizzato dalle autorità coloniali britanniche, probabilmente come parte del tentativo di screditare il movimento a livello internazionale. Molti membri sostengono di non aver mai usato il nome "Mau Mau" durante la ribellione.

## Origine
La ribellione iniziò in Kenya a seguito della seconda guerra mondiale. Il movimento, chiamato "Kenya Land and Freedom Army" (KLFA) da parte dei membri, era contraddistinto dalla pratica del giuramento. Questa usanza era ispirata dalla tradizione di giuramento presenti in Africa pre-coloniale e i membri la usavano per ottenere gradualmente il supporto della popolazione nera. Inizialmente il movimento intraprese svariate operazioni di sabotaggio contro il governo coloniale, appiccando fiamme a edifici governativi e dopo anni di continua escalation la ribellione divenne particolarmente violenta. I membri del movimento furono spinti a nascondersi, spesso cercando riparo nelle foreste. Anche se in possesso di armamenti insufficienti, I guerrieri del KLFA usarono la loro conoscenza del territorio per svolgere operazioni di guerriglia e sopravvivere nelle foreste del Kenya. I ribelli usarono brutalità come tecnica di terrore o guerra psicologica. Le loro vittime vennero spesso trovate mutilate da colpi di machete, a volte insieme alle loro famiglie. Anche se il loro obiettivo finale era l'espulsione dei coloni bianchi, il movimento attaccò principalmente i membri della popolazione nera che facevano parte dei "lealisti". Questi erano coloro che presero le parti del governo coloniale per ottenere vari privilegi. Il movimento era comandato da Dedan Kimathi. Nel 1957 Kimathi venne catturato delle autorità coloniali causando la fine del conflitto.

## Reazione delle autorità Britanniche
I membri del governo coloniale Britannico non erano preparati per rispondere alla crisi ed ebbero soprattutto problemi a contenere la popolazione locale. I coloni bianchi erano abituati a impiegare violenza e brutalità nei confronti della gente nera per poter mantenere controllo della colonia. Per questo motivo i rappresentanti della popolazione bianca spingevano perché il governo effettuasse una ritorsione violenta e indiscriminata. Alcuni si abbandonarono anche a pestaggi e omicidi senza ricevere conseguenze.
Di conseguenza le autorità coloniali implementarono una politica sempre più aspra nei confronti della comunità Gikuyu, fino a raggiungere il culmine nel 1952 con l'inizio della deportazione interna dei i membri del gruppo etnico. Un anno dopo tutti i membri della tribù che non erano "lealisti" vennero deportati in massa in campi di concentramento detti campi di "screening", o selezione. La gente Gikuyu imprigionata in questi campi era spesso soggetta a tortura e violenza indiscriminata da parte dell'esercito. Altri membri della popolazione nera, specialmente donne e bambini vennero sottoposti a "forced villagization" (trad.: villaggizzazione forzata) ovvero la deportazione in villaggi costruiti ad hoc, spesso con il pretesto di voler "proteggere" il resto dei Gikuyu dal movimento Mau Mau. Questi centri abitati erano circondati da filo spinato e gli abitanti venivano trattati come prigionieri dalle autorità locali. 

### Occultamento e distruzione di prove
Caroline Elkins, storica del Kenya, sostenne per anni che un gran numero di documenti riguardanti le atrocità avvenute in Kenya durante gli anni '50 erano state largamente distrutte o nascoste dalle autorità coloniali. Tale rimozione di documenti incriminanti si verificò in particolare durante gli ultimi anni del dominio Britannico in Kenya, prima che il paese ottenesse l'indipendenza nel 1963. 
Negli anni '90, durante i suoi studi, Elkins notò una cospicua assenza di documenti riguardanti i campi di screening del Kenya e iniziò ad analizzare più attentamente le testimonianze disponibili. Per ottenere maggiore chiarezza Elkins visitò il Kenya per intervistare coloro che erano sopravvissuti o avevano assistito alle atrocità durante il periodo dell'insurrezione, inclusi alcuni che avevano collaborato o commesso tali crimini. Nel 2012 un gruppo ex-membri del KLFA sopravvissuti ai campi fecero causa al governo Britannico per il trattamento subito durante la crisi. Il processo portò alla desegretazione di molti documenti dell'epoca della ribellione, molti dei quali confermarono le accuse di Elkins.

## Presunti legami con la KAU e Jomo Kenyatta
La Kenyan African Union (KAU) era un'organizzazione nata con lo scopo di creare un fronte unitario anti-coloniale tra le varie etnie del paese. Il movimento assorbì molti ex-membri della North Kavirondo Central Association (NKCA). L'organizzazione mirava a ottenere più diritti di proprietà terriera per la popolazione nera, specialmente quella Gikuyu. La popolazione Gikuyu era stata espulsa dal proprio territorio dalla popolazione bianca che aveva invaso l'altopiano centrale del Kenya. Parte della popolazione nera riuscì a rimanere nelle proprie abitazioni e vennero chiamati "squatters" (trad. occupanti abusivi) dai coloni bianchi.
Jomo Kenyatta entrò a far parte della East African Association nel 1922 ed era diventato segretario della Kikuyu Central Association (KCA). Tra il 1931 e il 1946 Kenyatta lasciò il Kenya per andare ad abitare in Gran Bretagna e ottenne una laurea in antropologia alla London School of Economics. Al suo ritorno entrò a far parte della neo-nata Kenyan African Union (KAU) per continuare il suo attivismo.
Nel 1947 Jomo Kenyatta divenne presidente della KAU. Kenyatta criticò il governo Britannico, e cercò di ottenere riforme, specialmente riguardo ai diritti della gente Gikuyu.
Malgrado avesse criticato apertamente il movimento Mau Mau, Kenyatta fu arrestato insieme a vari componenti del movimento. Il processo divenne altamente politicizzato nonostante avesse avuto luogo nella provincia estremamente remota della Kapenguria.

## Riferimenti nella cultura
- L'epoca della rivolta dei Mau-Mau fa da sfondo a molte opere dello scrittore keniota Ngugi wa Thiong'o, fra cui Se ne andranno le nuvole devastatrici e Un chicco di grano.
- Il regista e attore inglese Justin Chadwick ha girato nel 2010 un film, The First Grader, il cui protagonista è un personaggio storico, all'epoca prigioniero dei campi di concentramento kikuyu col numero 4339, nome reale Kimani Maruge, che batté il record Guinness dei primati di alunno più vecchio, iscrivendosi all'età di 84 anni a una scuola elementare allo scopo di imparare a leggere una lettera.
- Il gruppo musicale italiano dei Mau Mau prende il nome da questo movimento. Anche la band hardcore punk inglese Mau Maus ha preso il nome dalla stessa fonte.
- Il romanzo di Graham Greene The heart of the matter  (trad. italiana: Il nocciolo della questione)  e il film ispirato dal romanzo L'incubo dei Mau Mau (1953).
- Il film del 1953 L'incubo dei Mau Mau, tratto dal romanzo di Graham Greene.
- Il film del 1955 Simba, di Brian Desmond Hurst con Dirk Bogarde e Virginia McKenna.
- Il film del 1956 Safari di Terence Young con Victor Mature e Janet Leigh.
- Il film del 1957 Qualcosa che vale di Richard Brooks con Rock Hudson  e Sidney Poitier.
- Magnum P.I. stagione 3 episodio 6 Nero su bianco
- L'Ispettore Barnaby, stagione 9 episodio 3 "Gli smeraldi di Haddington"